# Allobates gasconi
Allobates gasconi es una especie de anfibio anuro de la familia Aromobatidae.

## Distribución geográfica
Esta especie es endémica de Brasil. Habita en la cuenca del río Juruá entre lps 100 y 250 m de altitud en los estados de Amazonas y Acre.

## Etimología
Esta especie lleva el nombre en honor a Claude Gascon.

## Publicación original
- Morales, 2002 "2000" : Sistemática y biogeografía del grupo trilineatus (Amphibia, Anura, Dendrobatidae, Colostethus), con descripción de once nuevas especies. Publicaciones de la Asociación de Amigos de Doñana, n.º 13, p. 1-59.[6]